# Ulrike Müßig
Pour les articles homonymes, voir  Ulrike.
Ulrike Müßig, née Seif le 8 juillet 1968 à Wurtzbourg) est une juriste allemande, historienne du droit, titulaire de la Chaire de droit civil et de l’Histoire du droit allemand et européen à l’Université de Passau, Allemagne, ainsi que lauréat de l'Advanced Grant du Conseil européen de la recherche pour son project historique-constitutionnel du nom de ReConFort (Reconsidering Constitutional Formation),.

## Biographie
Ulrike Müßig étudie le droit à l'Université de Wurtzbourg et l'Université de Cambridge (Royaume Uni) ainsi que comme auditeur libre à l’Université Paris II en France. Après le premier examen d’État en 1993, elle est boursière doctorale de la Fondation universitaire du peuple allemand (Studienstiftung des Deutschen Volkes) pour à l’Institut de la Comparaison du Droit de l’Université de Wurtzbourg ainsi qu’au Max-Planck-Institut de Hambourg du droit étranger et International jusqu’à la fin de sa thèse comparative nommée Der Bestandsschutz besitzloser Mobiliarsicherheiten im deutschen und englischen Recht (La protection des sûretés mobilières dépossédées dans le droit allemand et anglais) en 1995. Après le barreau à Wurtzbourg, Bruxelles et Paris, elle se voit décerner le Prix d’habilitation bavarois (Bayerischer Habilitationsförderpreis) pour sa deuxième thèse scientifique qu’elle écrit à l’Institut pour l’Histoire du droit allemand et bavarois de l’Université de Wurtzbourg de 1996 à 1999.
En 2000, elle reçoit son habilitation pour la thèse juridique-historique à la Faculté de droit de Wurtzbourg en histoire du droit européenne et allemande, en droit civil, en comparaison du droit ainsi qu'en droit privé international. En 2000, elle est appelée comme professeur ordinaire à la Chaire du droit civil et de l’Histoire du droit allemand et européen à l’Université de Passau, Allemagne.
L’accent de son travail scientifique constitue l’histoire constitutionnelle européenne du XIIe au XXIe siècle inclus l’histoire contemporaine de l’intégration européenne, l’histoire de la juridiction suprême, le droit de succession romain-canonique dans les sources médiévales allemandes ainsi que l’histoire des idées du XVIIIe siècle. Elle contribue au Dictionnaire de l'histoire du droit allemand, l’Encyclopédie de l’époque moderne ainsi que la Oxford International Encyclopedia of Legal History. Avec Horst Dreier et Michael Stolleis elle publie le journal juridique Grundlagen der Rechtswissenschaft (Fondations du droit).

## Récompenses et décorations
- 1996 : Prix d'habilitation bavarois (Bayerischer Habilitationsförderpreis).
- 1997 : Prix scientifique de la Franconie de l'Ouest (Unterfränkischen Gedenkjahrstiftung für Wissenschaft).
- 2000 : Prix Heisenberg de la Fondation allemande pour la recherche.
- 2008 : nomination pour le Prix Gerda-Henkel.
- 2013 : ERC Advanced Grant du Conseil européen de la recherche[3]
- 2014 : membre de l'Académie nationale historique-juridique d'Andalousie (Ilustre Sociedad Andaluza de Estudios Histórico-Jurídicos)
- 2015 : membre de l'Académie autrichienne des sciences.